# باشگاه فوتبال یانگزی
باشگاه فوتبال یانگزی (انگلیسی: Yangzee FC) یک باشگاه فوتبال از کره جنوبی بود که در شهر سئول قرار داشت. این تیم سابقه نایب قهرمانی در مسابقات باشگاهی قهرمانی آسیا ۱۹۶۹ را داشت. باشگاه فوتبال یانگزی در تاریخ ۱۷ مارس ۱۹۷۰ منحل شد.

## افتخارات
- جام باشگاه های آسیا
  -  نایب قهرمان (۱) : ۱۹۶۹ [۱]
- Merdeka Tournament
  -  قهرمان (۱) : ۱۹۶۷ [۲]